# 白色方尖碑
白色方尖碑（英語：White Obelisk）是一座位於伊拉克北部尼尼微所發現的一塊巨石。1853年由英國考古學家霍姆茲德·拉薩姆發掘。該方尖碑的起源可以追溯到新亚述帝国期間，並被推測可能於亚述那西尔帕一世（公元前1040年），或是提格拉特帕拉沙尔二世(公元前950年) 或阿淑尔纳西尔帕二世（公元前870年）期間的統治時期建立。經保存後，它與另一座屬於撒缦以色三世的黑色方尖碑成為亞述帝國僅有兩座完好無損的方尖碑。並典藏於大英博物館。

## 發現
白色方尖碑於1853年7月由伊拉克考古學家霍姆茲德·拉薩姆在尼尼微發現。根據挖掘報告，石碑的發現地點位於辛那赫里布王宮東北方約60公尺處，土丘表面以下約5公尺深處。方尖碑隨後於1854年3月運至軍艦阿克巴號上，經孟買運往倫敦，在1855年2月抵達英國後，並立即存放在國家收藏館中保存及研究。

## 描述
白色方尖碑是一座非常大的四棱石柱，碑深的結構由白色石灰石製成，四面都刻有浮雕雕刻，頂部則有銘文。方尖碑上的雕刻展示了一位亞述國王的戰役和娛樂活動（包括狩獵），該國王後經確定為亞述那西爾帕一世、提格拉特帕拉沙尔二世或阿淑尔纳西尔帕二世。根據文史專家朱利安·雷德（Julian Reade）認為，從浮雕人物服飾風格可以看出，這座石碑應是在亞述納西爾帕一世治時期建立，因為國王周圍的許多朝臣都戴著一頂類似菲斯帽的帽子，這種帽子僅在公元前13世紀的雕塑作品中才開始出現。若是如此，那樣白色方尖碑就是現存最早的亞述雕塑代表作之一。

### 銘文和浮雕

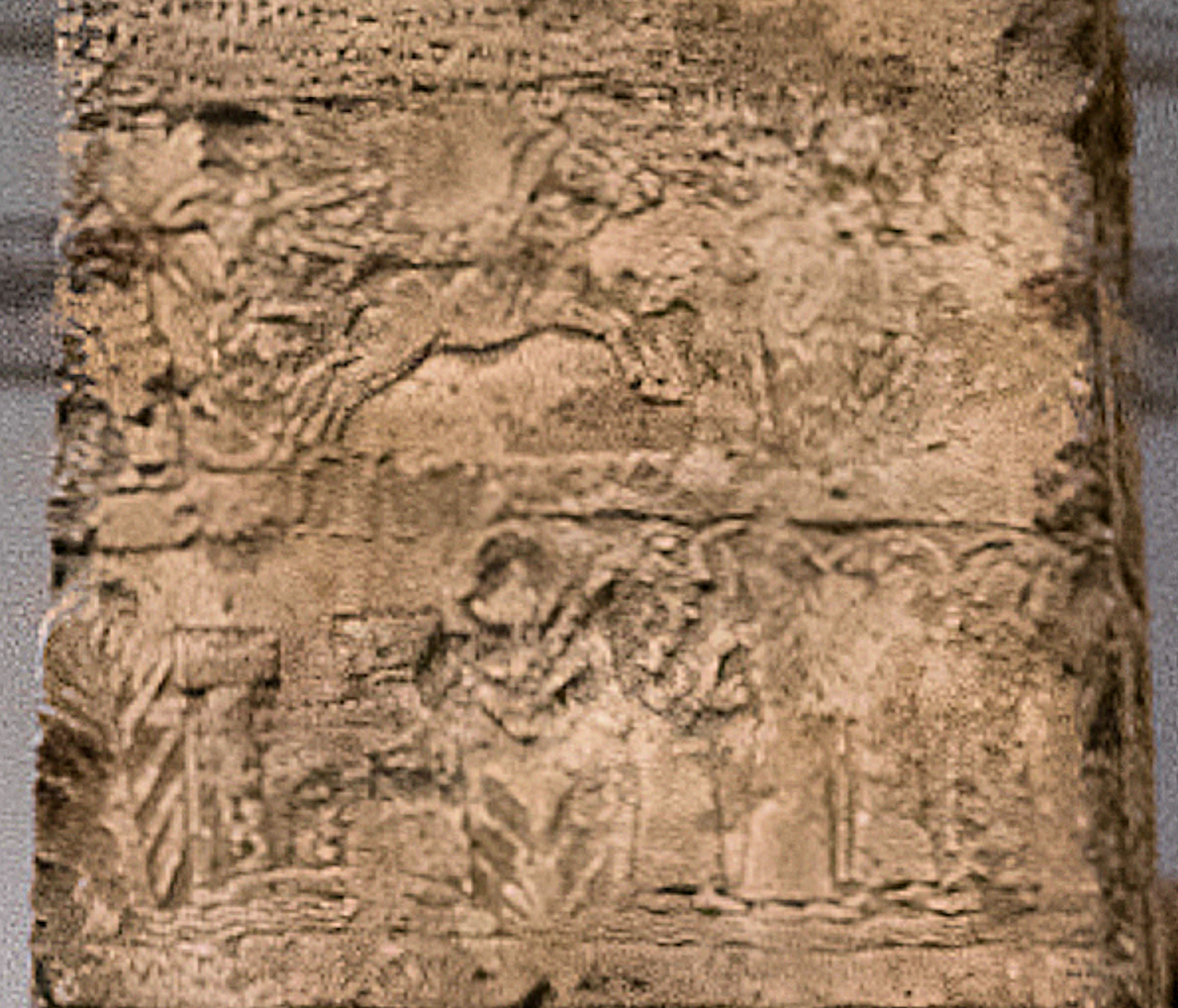
銘文和浮雕的細節

當前方尖碑頂部仍保存著銘文，該銘文將亞述國王描述為一位偉大的征服者，且將戰利品、俘虜和成群的動物帶到亚述古城。方尖碑四個側面則各有八排帶有浮雕圖案的面板。上面刻有國王出征、君主受貢、朝臣大宴、狩獵野獸等場景。一組宗教場景也附有銘文，說明該場景描繪國王在尼尼微主神伊南娜女神面前奠祭的情景。